# Cmentarz ewangelicki przy ul. Henryka Dąbrowskiego w Pile
Cmentarz ewangelicki przy ul. Henryka Dąbrowskiego w Pile – nieistniejący obecnie cmentarz ewangelicki w Pile położony w północnej części miasta na osiedlu Zamość (dawne przedmieście Überbrück) przy ulicy Henryka Dąbrowskiego (dawniej Eichberger Straße).

## Historia
Cmentarz powstał na początku XX w. pomiędzy ulicami obecnymi ulicami Dąbrowskiego i Śniadeckich. W 1922 wybudowano kaplicę projektu Maxa Poppa. Ostatni pochówek odnotowano tam w 1952, decyzję o jego likwidacji podjęto w 1960. W 1962 teren zniwelowano, a kaplicę rozebrano, pozyskano wówczas 12500 cegieł, których użyto do odbudowy stadionu miejskiego przy ul. Bydgoskiej. Do czasów współczesnych nie zachowały się nagrobki i mogiły, pozostały nieliczne, zagłębione obramowania grobowe, a także układ kwater i nienasadzenia.